# Перпендикулярность
Перпендикуля́рность (от лат. perpendicularis — букв. отвесный) — бинарное отношение между различными объектами (векторами, прямыми, подпространствами и т. д.).
Для обозначения перпендикулярности имеется общепринятый символ:
⊥, предложенный в 1634 году французским математиком Пьером Эригоном.
Например, перпендикулярность прямых {\displaystyle m} и {\displaystyle n} записывают как {\displaystyle m\perp n}.

## На плоскости

### Перпендикулярные прямые на плоскости
Две прямые на плоскости называются перпендикулярными, если при пересечении они образуют 4 прямых угла.
Про прямую {\displaystyle m} перпендикулярную к прямой {\displaystyle \ell } проведённую через точку {\displaystyle P} вне прямой {\displaystyle \ell }, говорят, что {\displaystyle m} есть перпендикуляр опущенный из {\displaystyle P} на {\displaystyle \ell }.
Если же точка {\displaystyle P} лежит на прямой {\displaystyle \ell }, то говорят, что {\displaystyle m} есть перпендикуляр к восстановленный из {\displaystyle P} к {\displaystyle \ell } (устаревший термин восставленный).

#### В координатах
В аналитическом выражении прямые, заданные линейными функциями
{\displaystyle y=a\cdot x+b}
и
{\displaystyle y=k\cdot x+m}
будут перпендикулярны, если выполнено следующее условие на их угловые коэффициенты
{\displaystyle a\cdot k=-1.}

### Построение перпендикуляра

Построение перпендикуляра

Шаг 1: С помощью циркуля проведём полуокружность с центром в точке P, получив точки А и В.
Шаг 2: Не меняя радиуса, построим две полуокружности с центром в точках A и В соответственно, проходящими через точку P. Кроме точки P есть ещё одна точка пересечения этих полуокружностей, назовём её Q.
Шаг 3: Соединяем точки P и Q. PQ и есть перпендикуляр к прямой AB.

### Координаты точки основания перпендикуляра к прямой
Пусть прямая задаётся точками {\displaystyle A(x_{a},y_{a})} и {\displaystyle B(x_{b},y_{b})}. На прямую опускается перпендикуляр из точки {\displaystyle P(x_{p},y_{p})}.
Тогда основание перпендикуляра {\displaystyle O(x_{o},y_{o})} можно найти следующим образом.
Если {\displaystyle x_{a}=x_{b}} (вертикаль), то {\displaystyle x_{o}=x_{a}} и {\displaystyle y_{o}=y_{p}}.
Если {\displaystyle y_{a}=y_{b}} (горизонталь), то {\displaystyle x_{o}=x_{p}} и {\displaystyle y_{o}=y_{a}}.
Во всех остальных случаях:
{\displaystyle x_{o}={\frac {x_{a}\cdot (y_{b}-y_{a})^{2}+x_{p}\cdot (x_{b}-x_{a})^{2}+(x_{b}-x_{a})\cdot (y_{b}-y_{a})\cdot (y_{p}-y_{a})}{(y_{b}-y_{a})^{2}+(x_{b}-x_{a})^{2}}}};
{\displaystyle y_{o}={\frac {(x_{b}-x_{a})\cdot (x_{p}-x_{o})}{(y_{b}-y_{a})}}+y_{p}}.

## В трёхмерном пространстве

### Перпендикулярные прямые
Две прямые в пространстве перпендикулярны друг другу, если они соответственно параллельны некоторым двум другим взаимно перпендикулярным прямым, лежащим в одной плоскости. Две прямые, лежащие в одной плоскости, называются перпендикулярными (или взаимно перпендикулярными), если они образуют четыре прямых угла.

### Перпендикулярность прямой к плоскости
Определение: Прямая называется перпендикулярной к плоскости, если она перпендикулярна всем прямым, лежащим в этой плоскости.
Признак: Если прямая перпендикулярна двум пересекающимся прямым плоскости, то она перпендикулярна этой плоскости.
Плоскость, перпендикулярная одной из двух параллельных прямых, перпендикулярна и другой. Через любую точку пространства проходит прямая, перпендикулярная к данной плоскости, и притом только одна.

### Перпендикулярные плоскости
Две плоскости называются перпендикулярными, если двугранный угол между ними равен 90°.
- Если плоскость проходит через прямую, перпендикулярную другой плоскости, то эти плоскости перпендикулярны.
- Если из точки, принадлежащей одной из двух перпендикулярных плоскостей, провести перпендикуляр к другой плоскости, то этот перпендикуляр полностью лежит в первой плоскости.
- Если в одной из двух перпендикулярных плоскостей провести перпендикуляр к их линии пересечения, то этот перпендикуляр будет перпендикулярен второй плоскости.
- Плоскость, перпендикулярная двум пересекающимся плоскостям, перпендикулярна их линии пересечения[3].

## В многомерных пространствах

### Перпендикулярность плоскостей в 4-мерном пространстве
Перпендикулярность плоскостей в четырёхмерном пространстве имеет два смысла: плоскости могут быть перпендикулярны в 3-мерном смысле, если они пересекаются по прямой (а следовательно, лежат в одной гиперплоскости), и двугранный угол между ними равен 90°.
Плоскости могут быть также перпендикулярны в 4-мерном смысле, если они пересекаются в точке (а следовательно, не лежат в одной гиперплоскости), и любые 2 прямые, проведённые в этих плоскостях через точку их пересечения (каждая прямая в своей плоскости), перпендикулярны.
В 4-мерном пространстве через данную точку можно провести ровно 2 взаимно перпендикулярные плоскости в 4-мерном смысле (поэтому 4-мерное евклидово пространство можно представить как декартово произведение двух плоскостей). Если же объединить оба вида перпендикулярности, то через данную точку можно провести 6 взаимно перпендикулярных плоскостей (перпендикулярных в любом из двух вышеупомянутых значений).
Существование шести взаимно перпендикулярных плоскостей можно пояснить таким примером. Пусть дана система декартовых координат x y z t. Для каждой пары координатных прямых существует плоскость, включающая эти две прямые. Количество таких пар равно {\displaystyle {\tbinom {4}{2}}=6}: xy, xz, xt, yz, yt, zt, и им соответствуют 6 плоскостей. Те из этих плоскостей, которые включают одноимённую ось, перпендикулярны в 3-мерном смысле и пересекаются по прямой (например, xy и xz, yz и zt), а те, которые не включают одноимённых осей, перпендикулярны в 4-мерном смысле и пересекаются в точке (например, xy и zt, yz и xt).

### Перпендикулярность прямой и гиперплоскости
Пусть задано n-мерное евклидово пространство {\displaystyle \mathbb {R} ^{n}}(n>2) и ассоциированное с ним векторное пространство {\displaystyle W^{n}}, а прямая l с направляющим векторным пространством {\displaystyle L^{1}} и гиперплоскость {\displaystyle \Pi _{k}} с направляющим векторным пространством {\displaystyle L^{k}} (где {\displaystyle L_{1}\subset W^{n}}, {\displaystyle L^{k}\subset W^{n},\ k<n}) принадлежат пространству {\displaystyle \mathbb {R} ^{n}}.
Прямая l называется перпендикулярной гиперплоскости {\displaystyle \Pi _{k}}, если подпространство {\displaystyle L_{1}} ортогонально подпространству {\displaystyle L^{k}}, то есть {\displaystyle (\forall {\vec {a}}\in L_{1})\ (\forall {\vec {b}}\in L_{k})\ {\vec {a}}{\vec {b}}=0}

## Вариации и обобщения
- В теории инверсии вводятся: окружность или прямая, перпендикулярные к окружности {\displaystyle \Gamma }.
- В теории окружностей и инверсии две окружности, пересекающиеся под прямым углом, называются ортогональными (перпендикулярными). Окружности можно считать ортогональными, если они образуют прямой угол друг с другом. Обычно угол между кривыми — это угол между их касательными, проведенными в точке их пересечения.
- В теории инверсии прямая перпендикулярна к окружности {\displaystyle \Gamma }, если она проходит через центр последней.